# 8-Stunden-Rennen von Portimão 2021

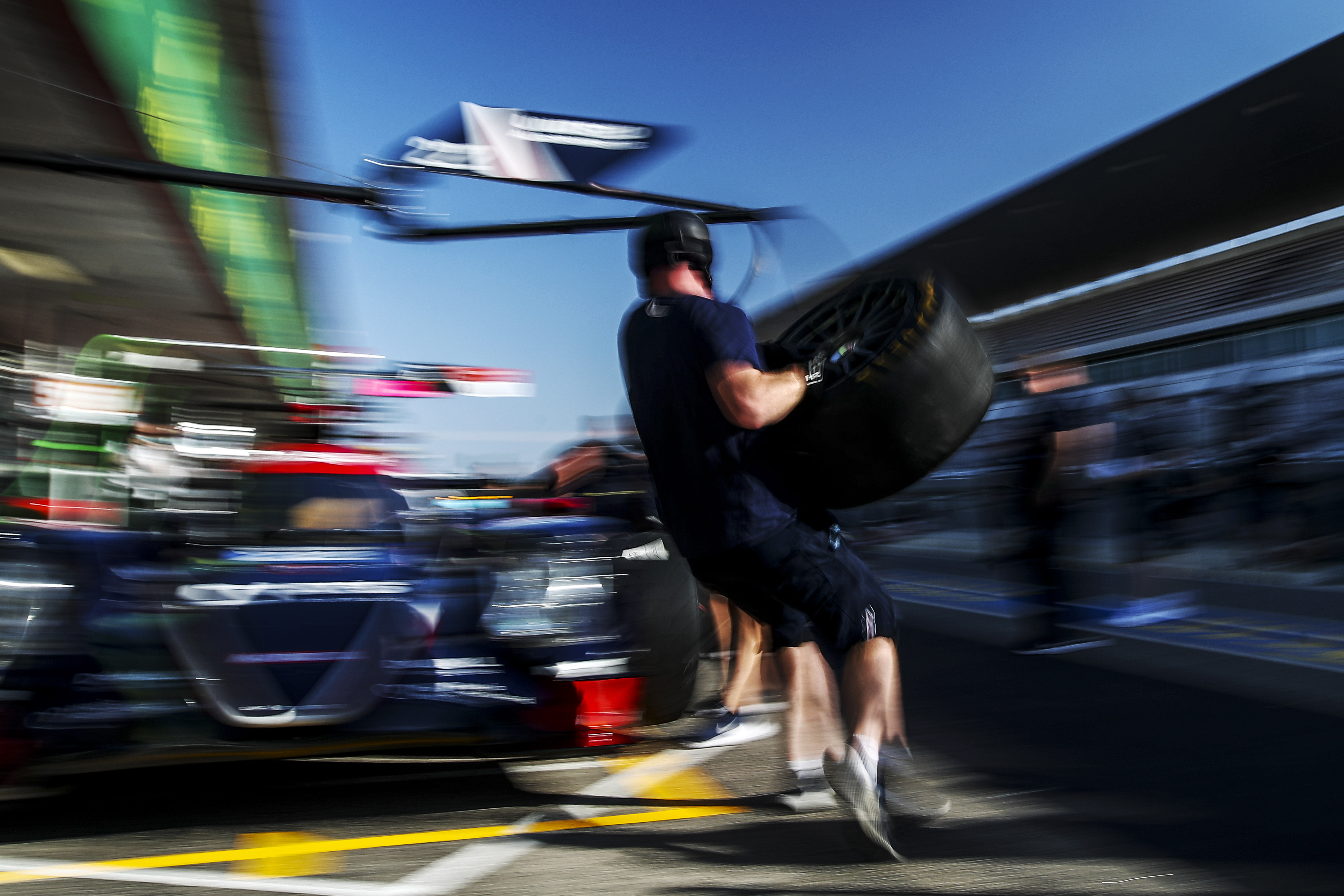
Reifenwechsel während des ersten freien Trainings

Das 8-Stunden-Rennen von Portimão 2021, auch 8 Hours of the Algarve, fand am 13. Juni auf dem Autódromo Internacional do Algarve statt und war der zweite Wertungslauf der FIA-Langstrecken-Weltmeisterschaft dieses Jahres.

## Das Rennen
Beim zweiten Rennen der Saison hatte der Glickenhaus SCG 007 LMH sein Renndebüt. Das zweite Le Mans Hypercar der neuen Rennklasse trieb ein Achtzylinder-Biturbo-Motor von Pipo Moteurs an. Im Unterschied zum Toyota GR010 Hybrid kam der Glickenhaus-Rennwagen ohne Hybridantrieb aus. Der erste Einsatz des Wagens verlief wenig erfolgreich. Als Ryan Briscoe beim Überrunden mit zwei GTE-Wagen kollidierte, lag der 007 LMH bereits eine Runde hinter der Rennspitze. In der Folge musste das Fahrzeug mehrmals wegen technischer Probleme die Box ansteuern, dabei verlor das Team 50 Runden durch Reparaturen. Im Schlussklassement wurde der Wagen an der 30. Stelle gewertet.
Das Rennen endete mit einem Toyota-Doppelsieg. Über die lange Distanz von 8 Stunden profitierten die beiden Hypercars vom Vorteil der längeren Fahrzeiten zwischen den notwendigen Tankstopps gegenüber dem Alpine A480 von André Negrão, Nicolas Lapierre und Matthieu Vaxivière. Trotz zweier Tankstopps mehr schaffte der Alpine am Rennende wie die Toyotas 300 Rennrunden.

## Ergebnisse

### Schlussklassement
| Pos.        | Klasse    | Nr. | Team                      | Fahrer                                                   | Fahrzeug                 | Runden |
| ----------- | --------- | --- | ------------------------- | -------------------------------------------------------- | ------------------------ | ------ |
| 1           | LMH       | 8   | Toyota Gazoo Racing       | Sébastien Buemi Kazuki Nakajima Brendon Hartley          | Toyota GR010 Hybrid      | 300    |
| 2           | LMH       | 7   | Toyota Gazoo Racing       | Mike Conway Kamui Kobayashi José María López             | Toyota GR010 Hybrid      | 300    |
| 3           | LMH       | 36  | Alpine Elf Matmut         | André Negrão Nicolas Lapierre Matthieu Vaxivière         | Alpine A480              | 300    |
| 4           | LMP2      | 38  | Jota                      | Roberto González António Félix da Costa Anthony Davidson | Oreca 07                 | 296    |
| 5           | LMP2      | 28  | Jota                      | Sean Gelael Stoffel Vandoorne Tom Blomqvist              | Oreca 07                 | 296    |
| 6           | LMP2      | 22  | United Autosports USA     | Philip Hanson Fabio Scherer Paul di Resta                | Oreca 07                 | 295    |
| 7           | LMP2      | 31  | Team WRT                  | Robin Frijns Ferdinand Habsburg Charles Milesi           | Oreca 07                 | 295    |
| 8           | LMP2      | 34  | Inter Europol Competition | Jakub Śmiechowski Louis Delétraz Alex Brundle            | Oreca 07                 | 293    |
| 9           | LMP2      | 1   | Richard Mille Racing Team | Tatiana Calderón Sophia Flörsch Beitske Visser           | Oreca 07                 | 290    |
| 10          | LMP2      | 70  | Realteam Racing           | Esteban Garcia Mathias Beche Norman Nato                 | Oreca 07                 | 290    |
| 11          | LMP2      | 21  | Dragonspeed USA           | Henrik Hedman Juan Pablo Montoya Ben Hanley              | Oreca 07                 | 288    |
| 12          | LMP2      | 20  | High Class Racing         | Jan Magnussen Dennis Andersen Anders Fjordbach           | Oreca 07                 | 285    |
| 13          | LMP2      | 29  | Racing Team Nederland     | Frits van Eerd Giedo van der Garde Job van Uitert        | Oreca 07                 | 280    |
| 14          | LMGTE-Pro | 51  | AF Corse                  | Alessandro Pier Guidi James Calado                       | Ferrari 488 GTE Evo      | 279    |
| 15          | LMGTE-Pro | 52  | AF Corse                  | Daniel Serra Miguel Molina                               | Ferrari 488 GTE Evo      | 279    |
| 16          | LMGTE-Pro | 92  | Porsche GT Team           | Kévin Estre Neel Jani Michael Christensen                | Porsche 911 RSR-19       | 279    |
| 17          | LMGTE-Pro | 91  | Porsche GT Team           | Gianmaria Bruni Richard Lietz Frédéric Makowiecki        | Porsche 911 RSR-19       | 278    |
| 18          | LMGTE-Am  | 47  | Cetilar Racing            | Roberto Lacorte Giorgio Sernagiotto Antonio Fuoco        | Ferrari 488 GTE Evo      | 274    |
| 19          | LMGTE-Am  | 56  | Team Project 1            | Egidio Perfetti Matteo Cairoli Riccardo Pera             | Porsche 911 RSR-19       | 274    |
| 20          | LMGTE-Am  | 54  | AF Corse                  | Thomas Flohr Francesco Castellacci Giancarlo Fisichella  | Ferrari 488 GTE Evo      | 274    |
| 21          | LMGTE-Am  | 98  | Aston Martin Racing       | Paul Dalla Lana Augusto Farfus Marcos Gomes              | Aston Martin Vantage AMR | 274    |
| 22          | LMGTE-Am  | 57  | Kessel Racing             | Takeshi Kimura Mikkel Jensen Scott Andrews               | Ferrari 488 GTE Evo      | 274    |
| 23          | LMGTE-Am  | 60  | Iron Lynx                 | Claudio Schiavoni Andrea Piccini Matteo Cressoni         | Ferrari 488 GTE Evo      | 273    |
| 24          | LMGTE-Am  | 85  | Iron Lynx                 | Rahel Frey Michelle Gatting Manuela Gostner              | Ferrari 488 GTE Evo      | 273    |
| 25          | LMGTE-Am  | 33  | TF Sport                  | Ben Keating Dylan Pereira Felipe Fraga                   | Aston Martin Vantage AMR | 272    |
| 26          | LMGTE-Am  | 86  | GR Racing                 | Mike Wainwright Ben Barker Tom Gamble                    | Porsche 911 RSR-19       | 271    |
| 27          | LMGTE-Am  | 88  | Dempsey-Proton Racing     | Julien Andlauer Dominique Bastien Marco Seefried         | Porsche 911 RSR-19       | 269    |
| 28          | LMGTE-Am  | 83  | AF Corse                  | François Perrodo Nicklas Nielsen Alessio Rovera          | Ferrari 488 GTE Evo      | 267    |
| 29          | LMP2      | 44  | ARC Bratislava            | Miroslav Konôpka Oliver Webb Tom Jackson                 | Ligier JS P217           | 261    |
| 30          | LMH       | 709 | Glickenhaus Racing        | Ryan Briscoe Romain Dumas Richard Westbrook              | Glickenhaus SCG 007 LMH  | 246    |
| Ausgefallen |           |     |                           |                                                          |                          |        |
| 31          | LMGTE-Am  | 77  | Dempsey-Proton Racing     | Christian Ried Jaxon Evans Matt Campbell                 | Porsche 911 RSR-19       | 88     |
| 32          | LMGTE-Am  | 777 | D'station Racing          | Satoshi Hoshino Tomonobu Fujii Andrew Watson             | Aston Martin Vantage AMR | 69     |

### Nur in der Meldeliste
Zu diesem Rennen sind keine weiteren Meldungen bekannt.

### Klassensieger
| Klasse    | Fahrer                | Fahrer                 | Fahrer           | Fahrzeug            | Platzierung im Gesamtklassement |
| --------- | --------------------- | ---------------------- | ---------------- | ------------------- | ------------------------------- |
| LMH       | Sébastien Buemi       | Kazuki Nakajima        | Brendon Hartley  | Toyota GR010 Hybrid | Gesamtsieg                      |
| LMP2      | Roberto González      | António Félix da Costa | Anthony Davidson | Oreca 07            | Rang 4                          |
| LMGTE-Pro | Alessandro Pier Guidi | James Calado           |                  | Ferrari 488 GTE Evo | Rang 14                         |
| LMGTE-Am  | Roberto Lacorte       | Giorgio Sernagiotto    | Antonio Fuoco    | Ferrari 488 GTE Evo | Rang 18                         |

### Renndaten
- Gemeldet: 32
- Gestartet: 32
- Gewertet: 30
- Rennklassen: 4
- Zuschauer: unbekannt
- Wetter am Rennwochenende: warm und trocken
- Streckenlänge: 4,653 km
- Fahrzeit des Siegerteams: 8:00:15,414 Stunden
- Runden des Siegerteams: 300
- Distanz des Siegerteams: 1395,630 km
- Siegerschnitt: 174,400 km/h
- Pole Position: André Negrão – Alpine A480 (#36) – 1:30,364 = 185,400 km/h
- Schnellste Rennrunde: André Negrão – Alpine A480 (#36) – 1:30,919 = 184,200 km/h
- Rennserie: 2. Lauf zur FIA-Langstrecken-Weltmeisterschaft 2021